# グラードリ
グラードリ（伊: Gradoli）は、イタリア共和国ラツィオ州ヴィテルボ県にある、人口約1,200人の基礎自治体（コムーネ）。
ボルセーナ湖に面している。

## 地理

### 位置・広がり
ヴィテルボ県北部のコムーネ。県都ヴィテルボから北西へ32kmの距離にある。

#### 隣接コムーネ
隣接するコムーネは以下の通り。
- ボルセーナ
- カポディモンテ
- グロッテ・ディ・カストロ
- ラーテラ
- オナーノ
- サン・ロレンツォ・ヌオーヴォ
- ヴァレンターノ

### 気候分類・地震分類
グラードリにおけるイタリアの気候分類 (it) および度日は、zona E, 2254 GGである。
また、イタリアの地震リスク階級 (it) では、zona 2B (sismicità media) に分類される。